# Калина Олександр Данилович
Олекса́ндр Дани́лович Кали́́на (нар. 3 (16) березня 1911, Апостолове, нині один із районних центрів Дніпропетровської області — пом. 15 березня 1988, Москва) — радянський військовий льотчик-випробовувач, підполковник (1943), заслужений льотчик-випробувач СРСР (1961), Герой Радянського Союзу (1964).

## Життєпис
Народився на Дніпропетровщині в Апостоловому; 1930 року закінчив фабрично-заводське училище, працював на металургійному комбінаті. Навчався в Дніпродзержинському металургійному інституті у 1930—1931 роках.
З 1931 року служив у Червоній армії. 1932 року закінчив Вольську військово-технічну авіаційну школу.
Працював бортмеханіком Науково-дослідного інституту ВПС в 1932—1935 роках, брав участь у випробувальних польотах на важких літаках. З 1935 року у відставці, до 1937 працював бортмеханіком в Особливому конструкторському бюро відділу винаходів Наркомату оборони.
Січнем-груднем 1936 року — помічник начальника науково-дослідної станції ОКБ відділу винаходів Наркомату оборони.
1937 року закінчує навчання в Тамбовській авіаційній школі пілотів, до 1941 — пілот Московського Управління ГВФ.
Брав участь в довезенні вантажів до районів бойових дій — у вересні — жовтні 1939 — на річку Халхин-Гол, у січні — березні 1940 — на радянські позиції при перебігу радянсько-фінської війни.
Учасник Другої світової війни. В червні 1941 — грудні 1942 року — пілот, командир авіаційної ескадрильї 1-ї авіаційної транспортної дивізії ГВФ. З січня 1943 — заступник командира 3-ї окремої авіаційної дивізії зв'язку.
Брав участь в обороні Москви та Ленінграду, боях у Білорусі та Польщі, Східно-Прусській та Берлінській операціях.
Під час війни виконав близько 45 бойових вильотів у ворожий тил — для висадки парашутистів, довезення партизанам набоїв й інших вантажів та близько 200 вильотів на лінію фронту з вантажами — літаки Лі-2 та Дуглас С-47.
1946 року демобілізувався, жив у Москві. В 1947—1948 роках працював льотчиком-випробувачем у Науково-дослідному інституті ГВФ, випробовував пасажирські літаки.
У 1948—1955 роках — льотчик-випробовувач авіаційного заводу число 30 (Московське авіаційне виробниче об'єднання, Луховіци), випробовував серійні пасажирські літаки Іл-12 (1948—1949), реактивні бомбардувальники Іл-28 (1950—1955) та його видозміни.
1949 року закінчив курси при Школі льотчиків-випробовувачів.
У 1955—1965 роках — льотчик-випробувач конструкторського бюро А. М. Туполєва. Підняв у небо пасажирські літаки Ту-96 (літо 1956), Ту-95К, Ту-124 (1960), Ту-110Л (1962), Ту-134 (1963), брав участь у випробуваннях Ту-22, Ту-104, Ту-107.
1964 року йому надано звання Героя Радянського Союзу із врученням ордена Леніна та медалі Золота Зірка (число 11213) — за мужність і героїзм при випробуваннях нової авіаційної техніки. Нагороджений трьома орденами Червоного Прапора, трьома орденами Червоної Зірки, двома орденами Вітчизняної війни 1-го ступеня, орденом «Знак Пошани».
з 1965 року — інженер із безпеки польотів.
Похований на Востряковському кладовищі.
У Дніпродзержинську перед прохідною металургічного комбінату на його честь встановлено пам'ятну дошку.